# Jardín de la Casa Sorolla (pintura de 1918-1919)

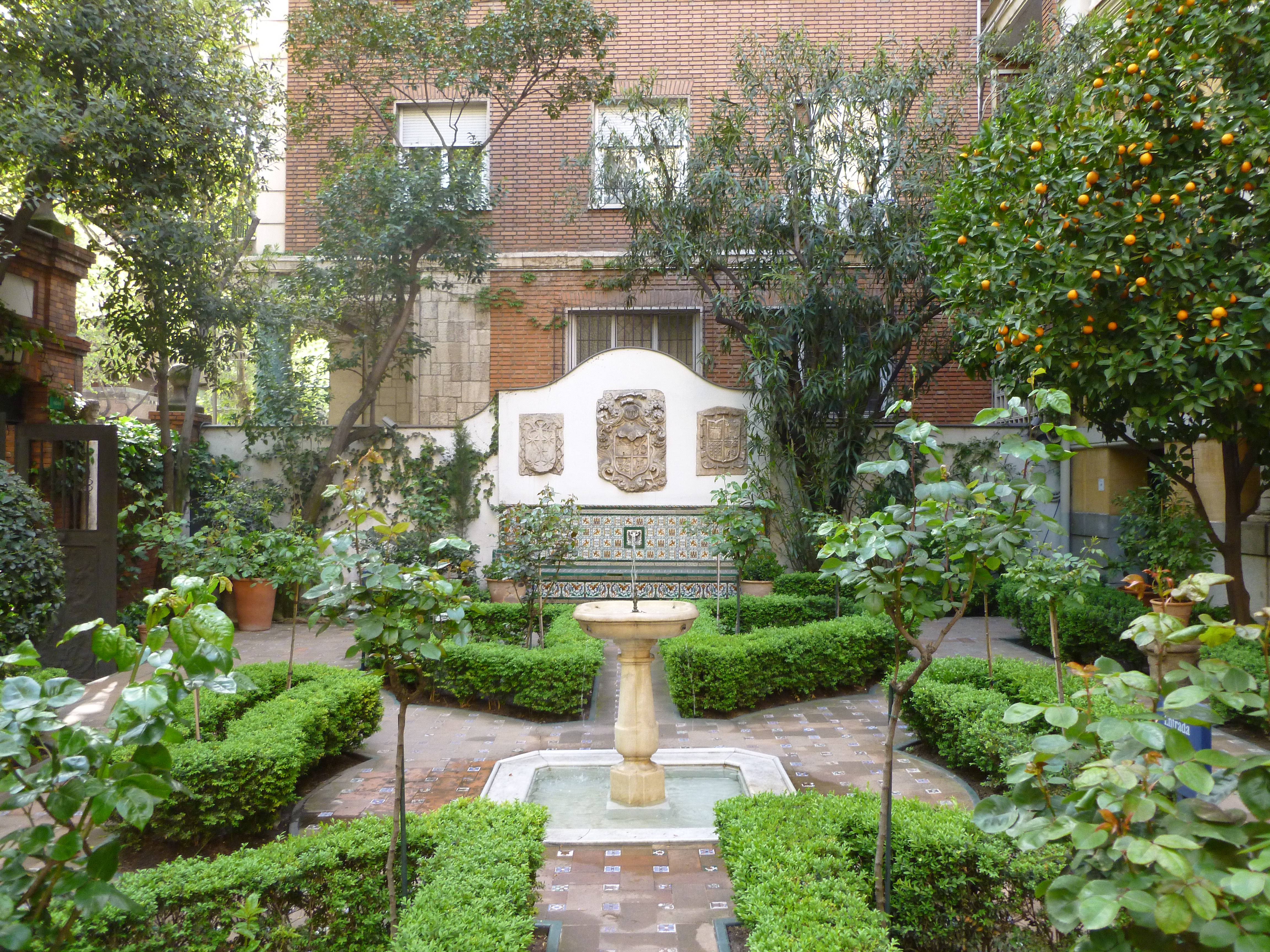
Primer jardín, plantado en 1911 y representado en la obra

Jardín de la Casa Sorolla es una obra del pintor postimpresionista español Joaquín Sorolla. Se trata de un óleo sobre lienzo pintado entre 1918 y 1919. Forma parte de la colección del Museo Sorolla, al que pasó a través del legado fundacional.
La pintura muestra uno de los jardines de la casa madrileña del pintor (donde actualmente está el Museo Sorolla). El mismo Sorolla trazó los planos preliminares del jardín. El Primer jardín, que es el que se muestra en la pintura, fue proyectado bajo la influencia de elementos andaluces y se inspiró en los jardines del Alcázar de Sevilla. Esta parte fue la primera en realizarse a finales de 1911, cuando la familia Sorolla se mudó a Madrid.
Entre 1915 y 1920 Sorolla pintó su jardín desde distintos puntos de vista. Esta versión fue una de las últimas. Presenta una parte central del jardín, que tiene la disposición típica de un jardín español: la fuente de mármol blanco en el centro, de la cual salen cuatro caminos. En el fondo se pueden ver plantas exuberantes que trepan por la fachada de la casa y rodean el banco hecho de azulejos. El tema principal es la exposición de la luz que crea un ambiente íntimo, cálido y animado.